# Gianfranco Zola
Gianfranco Zola (født 5. juli 1966 i Oliena på Sardinien) er en tidligere professionel fodboldspiller og nuværende manager.
Han er optaget i den britiske Order of the British Empire. Han har scoret 59 mål i sine 229 kampe for Chelsea.[kilde mangler]